# Răzvan Martin

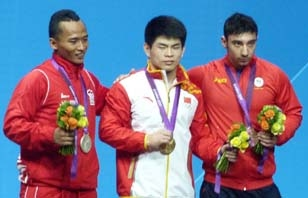
Triyatno, Lin Qingfeng und Răzvan Martin (2012)

Răzvan Martin (* 22. Dezember 1991 in Cluj-Napoca) ist ein rumänischer Gewichtheber.

## Karriere
Martin nahm an den Olympischen Spielen 2008 teil, bei denen er Neunzehnter in der Klasse bis 69 kg wurde. 2009 wurde er Junioreneuropameister und 2010 Juniorenweltmeister. Bei den Europameisterschaften 2011 gewann er die Silbermedaille. Danach wechselte er in die Klasse bis 77 kg und erreichte bei den Weltmeisterschaften 2011 den sechsten Platz. 2012 wurde er bei den Europameisterschaften zuerst Zweiter. Nach der Dopingdisqualifikation des Albaners Erkand Qerimaj bekam er aber die Goldmedaille zugesprochen. Außerdem nahm er in diesem Jahr an seinen zweiten Olympischen Spielen teil. Er kehrte zurück in die Klasse bis 69 kg und gewann die Bronzemedaille. Bei den Europameisterschaften 2013 wurde er Erster im Stoßen und Dritter im Zweikampf in der Klasse bis 77 kg. Allerdings war sein Dopingtest positiv auf Stanozolol und er wurde für zwei Jahre gesperrt.